# St. Mary's Seahawks

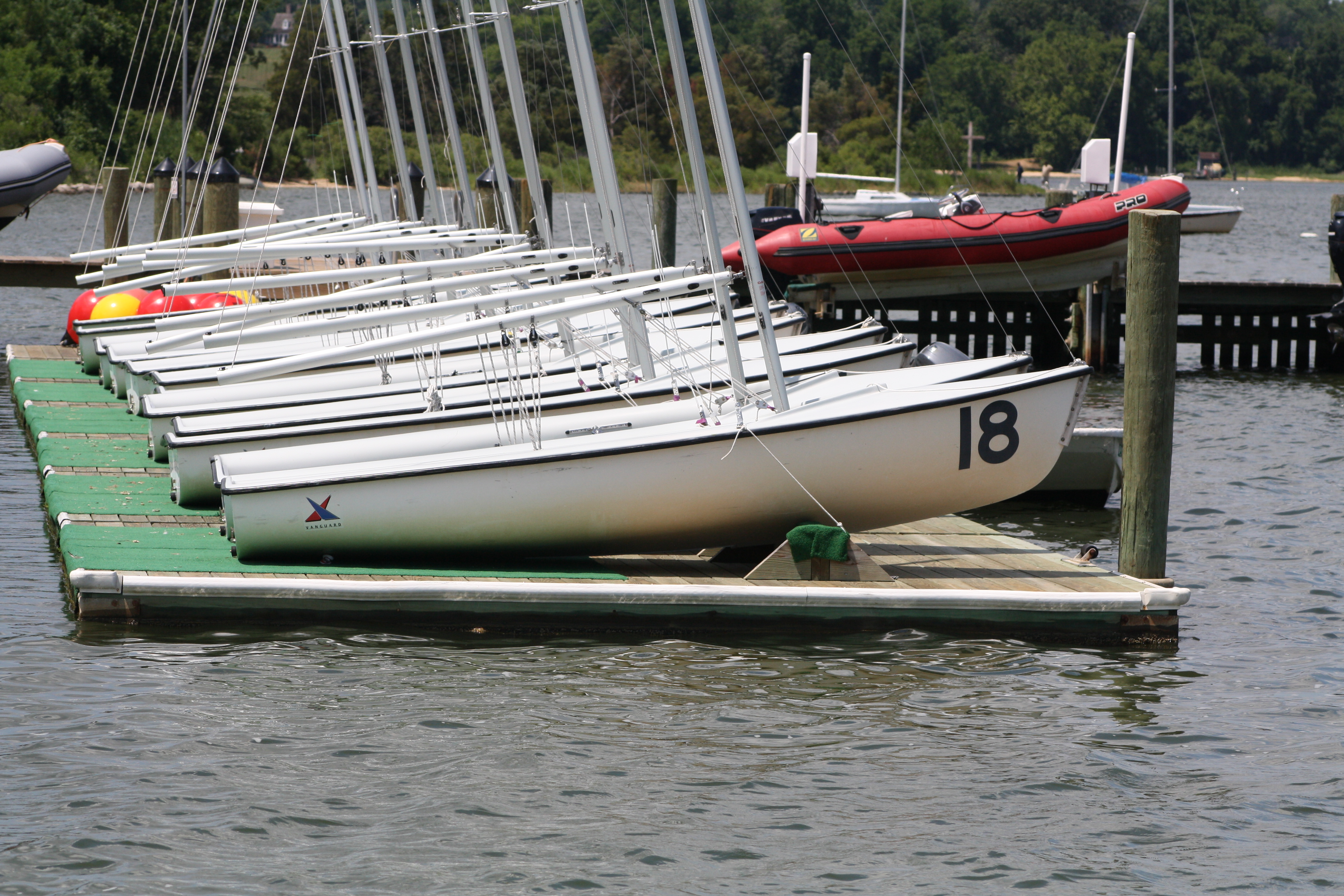
Algunas embarcaciones del equipo de vela.

St. Mary's Seahawks (español: Águilas Pescadoras del Colegio Saint Mary) es el nombre de los equipos deportivos de St. Mary’s College of Maryland, universidad situada en St. Mary's City, Maryland (Estados Unidos). Los equipos de los Seahawks compiten en la División III de la NCAA, y forman parte de la Coast to Coast Athletic Conference -C2C- (denominada Capital Athletic Conference entre 1989 y noviembre de 2020) excepto en vela, deporte en el que compiten en la ICSA y forman parte de la Middle Atlantic Intercollegiate Sailing Association. Los Seahawks dejarán la C2C en julio de 2021 para unirse a la North Eastern Athletic Conference.

## Vela

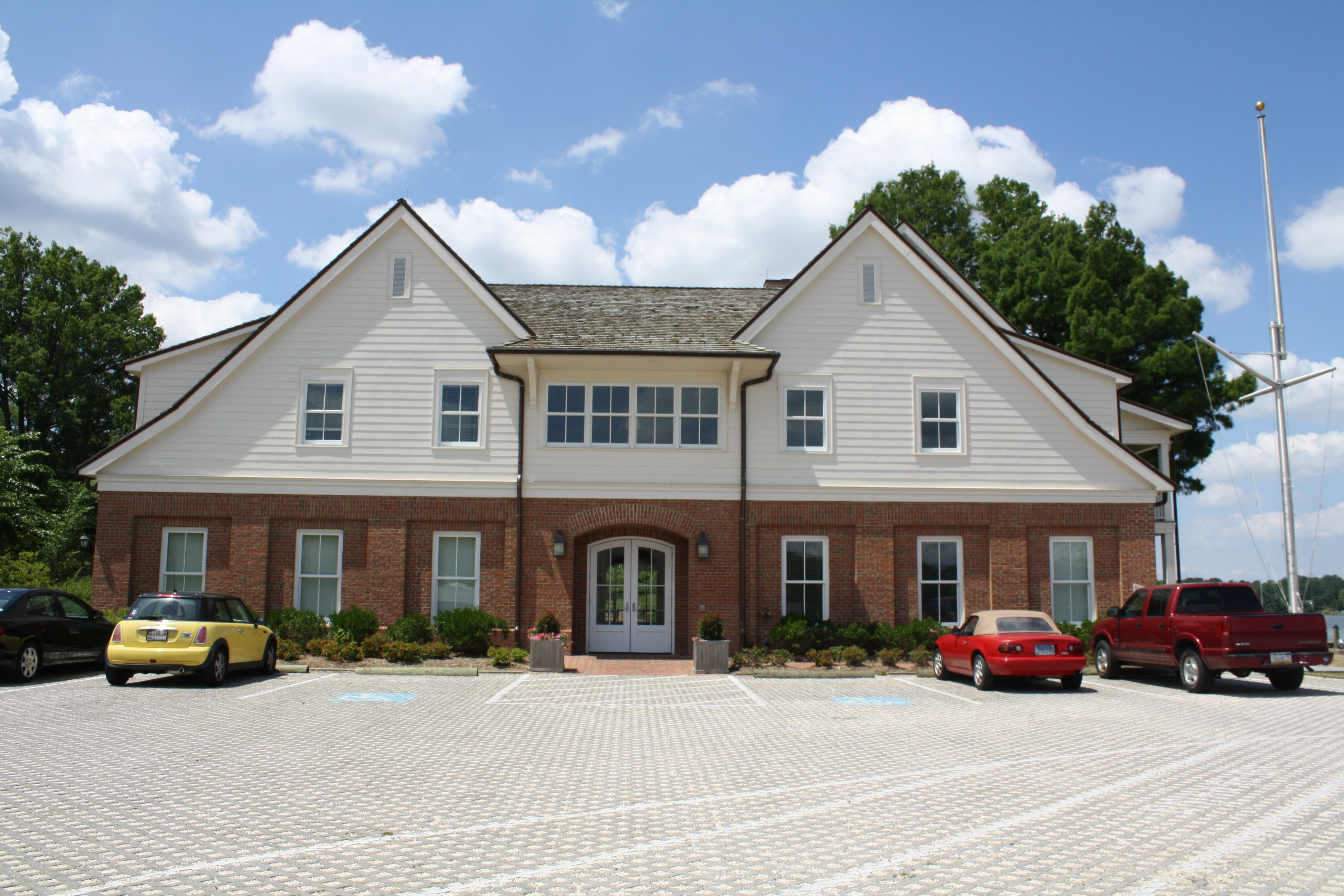
Fachada de la sede del equipo de vela, el James P. Muldoon River Center.

En vela son una potencia nacional. Han ganado 15 campeonatos nacionales y el Trofeo Leonard M. Fowle en 2000. Regatistas destacados, como Scott Steele (medalla de plata en Windglider, embarcación de windsurf, en Los Ángeles 1984) y Mark Philip Ivey (Regatista Universitario del Año de la ICSA en 1999 y entrenador del equipo sueco que ganó el oro en Londres 2012 en la clase Star) estudiaron y compitieron en St. Mary’s.
En 2009 se completó una modernización de sus instalaciones, el James P. Muldoon River Center, en el estuario del río St. Mary's, que ocupan 13.000 pies cuadrados y disponen de dos muelles donde custodiar su flota de:
- 18 Flying Juniors
- 18 Flying Juniors de entrenamiento
- 420s
- 2 Láseres
- 2 Sonars
- 11 embarcaciones a motor

## Baloncesto
El equipo de baloncesto masculino ha ganado 5 veces el título de conferencia de la Coast to Coast Athletic Conference, y se ha clasificado para el torneo de postemporada de la NCAA 5 veces en los últimos años, alcanzando los octavos de final (Sweet 16) en 2008 y 2010, y los cuartos de final (Elite 8) en 2011 y 2013.